# Klepps
Klepps ist ein Ortsteil von Möckern im Landkreis Jerichower Land in Sachsen-Anhalt.

## Geografie
Der Ort liegt 4 Kilometer südsüdwestlich von Loburg, 9 Kilometer südöstlich von Möckern und 24 Kilometer südöstlich von Burg, der Kreisstadt des Landkreises Jerichower Land.

## Geschichte
Die erste Erwähnung des Ortes findet sich 1297 in einer Urkunde in der ein Albert von Cleps als Zeuge genannt wird. In Urkunden noch im Jahre 1380 als Kleps bezeichnet, wird der Ort um 1400 herum als Klepczk und im Jahre 1563 in einem Lehnbrief als Kleptzk verzeichnet.
Im 17. Jahrhundert waren Rittergut und Dorf im Besitz der Familie von Arnim. Im Jahre 1757 übernahm die Familie von Barby das Gut. Das Amts-Blatt der königlichen Regierung zu Magdeburg macht im Jahre 1829 in einer Außerordentlichen Beilage eine Spezielle Nachweisung eingegangener Beiträge für die durch Überschwemmung Verunglückten in Ost- und Westpreußen u. a. den Betrag eines Amtmannes mit dem Namen Kirchhof in Kleps bekannt.
Im Jahre 1836 fiel das Gut dann an die Familie Klepp. Im Historisch-geographisch-statistisch-topographischen Handbuch vom Regierungsbezirke Magdeburg aus dem Jahre 1842, wird das Kirchdorf und landtagsfähige Rittergut Kleps beschrieben. Im Jahre 1782 waren demnach hier 52, im Jahre 1818 dann 63 und im Jahre 1842 insgesamt 70 evangelische Einwohner ansässig, die überwiegend als Tagelöhner auf dem Gut beschäftigt waren und deren Kinder nach Hobeck zur Schule gehen mussten.
Dem Gutsbesitzer Klepp und damit auch zuständigem Gerichtsherrn des Ortes gehörte, neben dem Rittergut mit 1600 Morgen an Äckern, Wiesen und Gartenland, auch die nahe gelegene Ziegelei. Darüber hinaus verfügte der Ort über eine evangelische Kirche, welche eine Nebenkirche von Hobeck war und insgesamt zehn Wohnhäuser mit 27 Morgen an Äckern und zwei Morgen an Gärten.
In der Folge wurde das Gut ab 1899 von der Familie Kaeufer-Klepp fortgeführt und ging im Jahre 1913 an die Familie Luther über. Der Gutsbezirk Klepps wurde am 30. September 1928 aufgelöst und nach Hobeck eingemeindet. Hobeck ist seit dem 1. Januar 2009 ein Ortsteil von Möckern.

## Sehenswürdigkeiten
Die für den kleinen Ort sehr aufwändig gebaute Kirche entstand in der Zeit der Spätromanik. Der Bau besteht aus dem rechteckigen Kirchenschiff, dem flachrechteckigen, schmaleren Chorraum und einer halbrunden Apsis, beides östliche Anbauten. Der Westturm, in voller Breite des Kirchenschiffs, hatte ursprünglich nur die Höhe des Kirchendachs. Er erhielt 1901 ein Glockengeschoss aufgesetzt, das im Gegensatz zu allen anderen Gebäudeteilen, die aus Feldsteinen errichtet wurden, aus Backsteinen besteht. Die Kirchenfenster erhielten ihre heutige Form bei Umbauarbeiten 1680. Auch die flache Holzdecke, die Westempore, Altar, Kanzel, Taufe und das Gestühl stammen aus dieser Zeit. Sowohl die Empore als auch die Kanzel sind mit Malereien verziert.

## Verkehr
Klepps liegt an der Landesstraße 56 zwischen Loburg und Hobeck.
Der Ort verfügte vom 20. April 1903 bis zum 2. Mai 1960 mit dem Bahnhof Klepps-Ziegelei über einen Anschluss an das Burger Kleinbahnnetz (KJI) des Landkreises Jerichow I. Vom ehemaligen Bahnhof, unweit der Landstraße, ist heute lediglich noch eine kopfsteingepflasterte Ladestraße erhalten. Die Trasse der Strecke Loburg-Gommern verlief, vom südlichen Ortsrand Loburg kommend, auf der Westseite der L 56 zum Bahnhof der Ziegelei bei Bahnkilometer 2,7. Nördlich der Fabrik bog die Strecke in Richtung Westen nach Kalitz ab. Die so genannte Schmalspurbahn fuhr auf der insgesamt 20,5 km langen Strecke mit einer Spurweite von 750 mm.